# Kanton Venaco
Venaco is een voormalig kanton van het Franse departement Haute-Corse. Het kanton maakte deel uit van het arrondissement Corte. Het werd opgeheven bij decreet van 13 februari 2014 met uitwerking op 22 maart 2015.

## Gemeenten
Het kanton Venaco omvatte de volgende gemeenten:
- Casanova
- Muracciole
- Poggio-di-Venaco
- Riventosa
- Santo-Pietro-di-Venaco
- Venaco (hoofdplaats)
- Vivario